# NGC 4905
NGC 4905 је спирална галаксија у сазвежђу Кентаур која се налази на NGC листи објеката дубоког неба.
Деклинација објекта је - 30° 52' 3" а ректасцензија 13h 1m 30,6s. Привидна величина (магнитуда) објекта NGC 4905 износи 13,4 а фотографска магнитуда 14,3. NGC 4905 је још познат и под ознакама ESO 443-31, MCG -5-31-15, AM 1258-303, PGC 44902.